# Kazuń Nowy
Kazuń Nowy (dawniej Kazuń Niemiecki, niem. Deutsch Kazun; Deutsch Kazan) – wieś sołecka w Polsce położona w województwie mazowieckim, w powiecie nowodworskim, w gminie Czosnów. Miejscowość leży przy skrzyżowaniu drogi krajowej nr 7, drogi krajowej nr 85 i drogi wojewódzkiej nr 575 oraz drogi wojewódzkiej nr 579.
W latach 1952–1954 miejscowość była siedzibą gminy Kazuń. W latach 1975–1998 miejscowość administracyjnie należała do województwa warszawskiego.

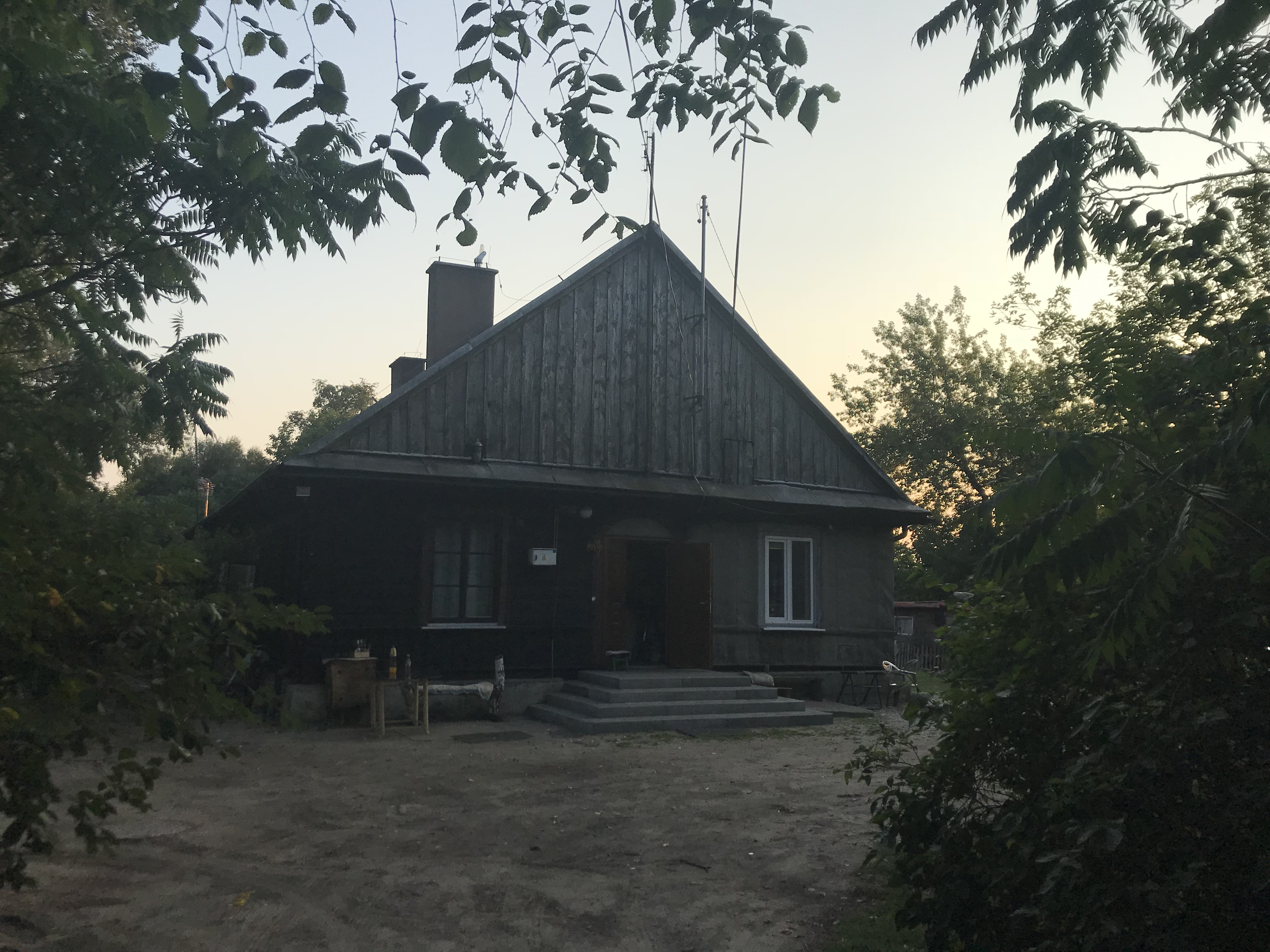
Mennonicki dom modlitwy w Kazuniu Nowym (wrzesień 2019)

## Historia
Pierwsza wzmianka o wsi pochodzi z 1252 r, początkowo używano nazwy Kazom. Wieś stanowiła własność klasztorną, od 1526 była królewszczyzną. Osadnicy mennoniccy osiedlili się w 1764 r. w części Kazunia, zwanej początkowo Holendrami, a w późniejszym czasie Kazuniem Niemieckim (Deutsch-Kazan). Wojewoda miński Jan August Hilzen w dniu 1 lipca 1764 r. zawarł z przedstawicielami osadników umowę, na mocy której na terenach wykarczowanego lasu, nad rzeką mieli oni założyć osadę. Dokumenty ze strony kolonistów podpisano nazwiskami: Bartel, Kohnert, Schroeder, Klaus i Dauter.
Ziemię przez nich zasiedloną podzielono na 23 rodziny, według liczby osób w rodzinie – większe rodziny dostały większy przydział gruntu. Umowę uzupełniono w 1773 r. Następni przybywający do Kazunia zostali osadzeni w latach 1773 i 1786. W 1795 r. zamieszkiwało tu 15 rodzin (67 osób), w 1827 r. zaś już 41 (314 osób).
W 1798 r. powołano we wsi niemiecko-ewangelicką szkołę początkową, do której zaczęło uczęszczać 38 uczniów. Kazuń był jednym z trzech ośrodków mennonickich na Mazowszu.
W latach 1806–1812 powstało tzw. „Przedmoście Kazuńskie” w postaci dzieła koronowego i dwóch fortów. Obecnie jest to teren wojskowy.
Budowę mennonickiego domu modlitwy rozpoczęto dopiero na podstawie pozwolenia z 1823 r. Pierwszym starszym wybrany został Peter Schroeder, który sprawował tę funkcję aż do śmierci w 1833 r.
Od XIX w. w pobliżu wsi budowano fortyfikacje wewnętrznego pierścienia Twierdzy Modlin, tzw. Fort VII Cybulice Małe.
Od 1922 roku stacjonował w Kazuniu w forcie nr VII batalion mostowy (poza kompanią żeglugi, ta stacjonowała na terenie stoczni modlińskiej). Zestawy sprzętu wraz z etatowymi skrzyniami sprzętu przeznaczonego na wyposażenie mobilizacyjne były magazynowane w tzw. „Spichlerzu”, na cyplu między Wisłą a Narwią. Przyczepki na kafary, pontony i sprzęt mostowy magazynowane były na terenie koszar fortu Kazuń.
Krótko przed wybuchem I wojny światowej został wybrany ostatni starszy gminy, kaznodzieja Rudolf Bartel. Działania wojenne zmusiły potomków mennonitów do opuszczenia swoich sadyb. Duża część z nich wyjechała do współwyznawców, część przymusowo wywieziono w głąb Rosji. Podczas działań wojennych zniszczeniu uległa część zabudowy wsi. Zbór został zbezczeszczony i zdewastowany, żołnierze rosyjscy używali obiektu jako magazynu. Został on wyremontowany dopiero w 1924 r., przy pomocy finansowej mennonitów z USA.
W okresie międzywojennym gmina Kazuń, dzięki bliskości Warszawy i budowie utwardzonej drogi, bardzo rozwinęła się pod względem gospodarczym.
W dniach 10–29 września 1939 żołnierze kazuńskiego odcinka Twierdzy Modlińskiej bohatersko bronili się przed Niemcami.
30 sierpnia 1944 r., w obliczu radzieckiej ofensywy, menonici z Kazunia zostali ewakuowani przez władze okupacyjne wraz ze wszystkimi zamieszkującymi te tereny Niemcami. Ewakuacja Kazunia odbyła się po części koleją, po części samochodami lub wozami konnymi. Większość uchodźców dotarła na Kujawy lub na Pomorze (Żuławy), gdzie znaleźli schronienie we wsiach zamieszkanych przez współwyznawców.
W Kazuniu Nowym stacjonowała 2 Mazowiecka Brygada Saperów.
Na południowy wschód od wsi znajdują się dwa czyste zbiorniki wodne – Jezioro Dolne i Górne.

## Obiekty historyczne
- dawna cerkiew prawosławna z ok. 1900 r. (nr rej.: A-1248 z 21.07.2014). Do ok. 1915 r. obiekt pełnił rolę świątyni pułkowej i stanowił siedzibę prawosławnej parafii wojskowej. Po zakończeniu I wojny światowej przeznaczony na inne cele. Do lat 60. XX w. zwieńczony charakterystycznymi, cebulastymi kopułami, które usunięto w związku z przeznaczeniem obiektu na stołówkę żołnierską. Po 1989 r. budynek cerkwi, choć opuszczony, zaniedbany i zdewastowany, znajdował się w dobrym stanie technicznym[9][10]. W 2022 r. obiekt poddano gruntownej renowacji, dzięki czemu przywrócono mu pierwotny, cerkiewny wygląd[11]
- dawny mennonicki dom modlitwy, zbudowany w 1892 r. po zniszczeniu na skutek powodzi poprzedniego, powstałego w połowie XIX w.
- cmentarz mennonicki położony po wschodniej stronie szosy, naprzeciw zboru, za wałem wiślanym. Założony na planie prostokąta. Zdewastowany po 1945 r., porośnięty drzewami i krzewami oraz samosiejkami. Zachowało się kilkanaście nagrobków (w całości lub we fragmentach), wykonanych z piaskowca i betonu. Najciekawsze w formie piaskowcowych stelli pochodzą z lat 60. i 70. XIX w.